# Маслов, Михаил Степанович (педиатр)
Михаи́л Степа́нович Ма́слов (19 [31] мая 1885, Нарва — 3 июня 1961, Ленинград) — российский, советский педиатр, доктор медицины, профессор, действительный член АМН СССР (1945), заслуженный деятель науки РСФСР (1935), генерал-майор медицинской службы, председатель общества детских врачей Ленинграда, один из основоположников советской педиатрической школы. Участник Первой мировой войны, житель блокадного Ленинграда.

## Биография
Родился в крестьянской семье Степана Устиновича Маслова и его жены Ольги Яковлевны. Начальное образование получил в двухклассной школе, где продемонстрировал на редкость высокие способности. Согласно официальной версии, после окончания школы, по рекомендации учителя М. Маслов был принят в Нарвскую гимназию с освобождением от платы за обучение. С 6-го класса подрабатывал частными уроками. Окончил гимназию в 1904 году с золотой медалью и в том же году поступил в Императорскую Военно-медицинскую академию (ВМА).
Лишь в 2015 году со ссылкой на своего учителя академика А. Ф. Тура профессор Н. П. Шабалов уточнил, что учился в Нарвской гимназии, а затем отправился на учёбу в столицу М. С. Маслов на личные средства священника одного из православных нарвских приходов.

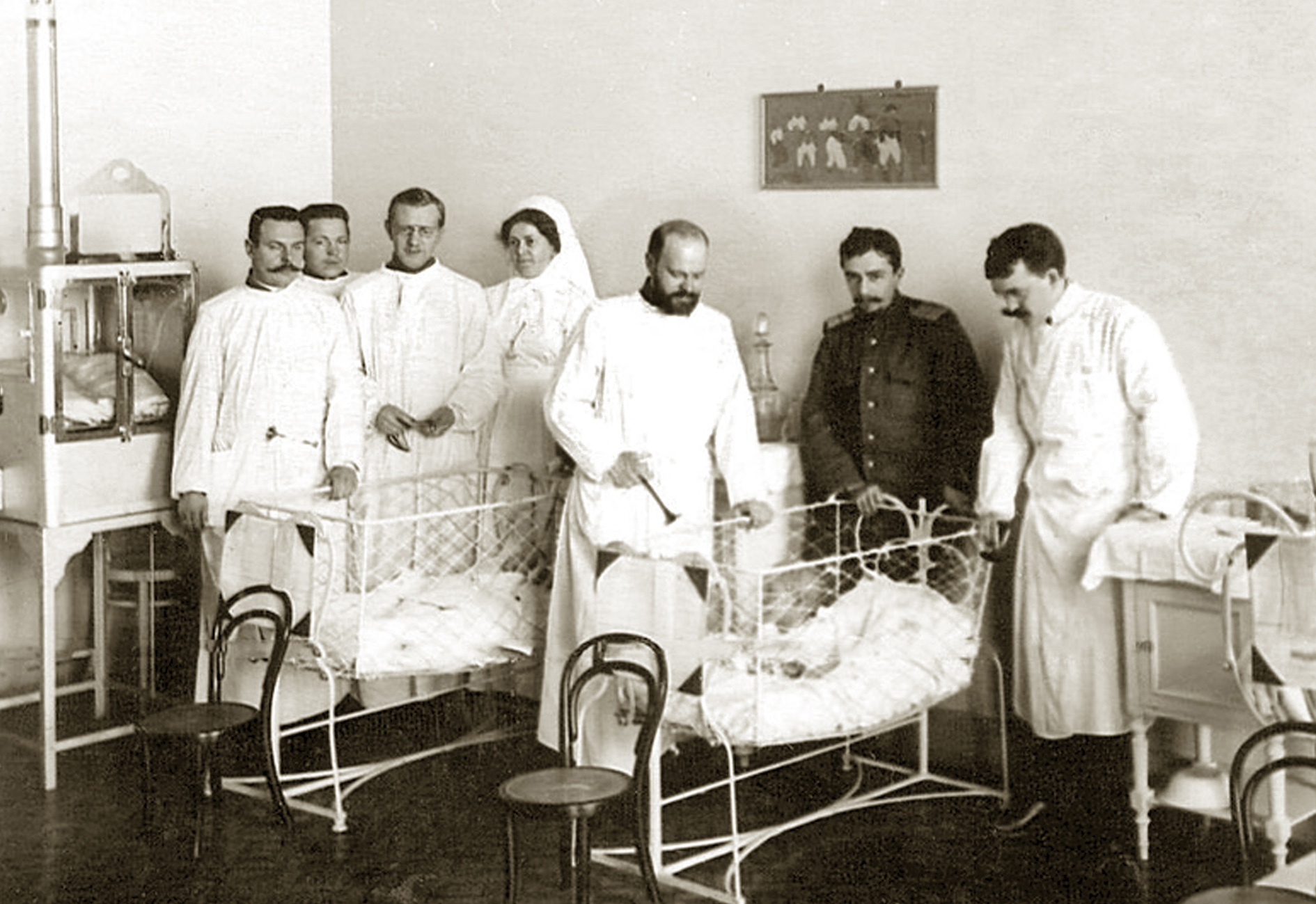
Ординарный профессор А. Н. Шкарин проводит занятия со слушателями Военно-медицинской академии. 3-й слева — М. С. Маслов. 1910 г.

В годы учёбы в академии, на 3-4 курсах М. Маслов впервые приобщился к исследовательской работе. На кафедре патологической анатомии под руководством профессора А. И. Моисеева он изучал этапы развития аорты и лёгочной артерии у плодов.
В 1910 г., с отличием окончив академию, Маслов получил право участия в конкурсе «для научного усовершенствования» на одной из её кафедр. Он выбрал кафедру детских болезней профессора А. Н. Шкарина.
После успешной защиты 4 апреля 1913 г. диссертации «О биологическом значении фосфора для растущего организма» на степень доктора медицины, М. С. Маслов был на 2 года командирован за границу. Он успел ознакомиться с работой лучших детских больниц и клиник Берлина, Мюнхена, Цюриха, Вены. В столице Австрии особенно большое впечатление на Маслова произвела клиника К. Пирке. Там же у профессора О. Фюрта он изучал биохимию, одновременно прослушал курс лекций по рентгеновской диагностике и оториноларингологии. К сожалению, командировку пришлось прервать уже через 7 месяцев. Началась Первая мировая война. В августе 1914 г., всего через 2 дня после возвращения в Петроград, Маслов был назначен начальником госпиталя № 23 в Рыбинск.
Город находился в глубоком тылу. Сюда в госпиталь доставлялись раненые с фронта, причём не только русские, но и пленные австрийские и немецкие солдаты и офицеры. В соответствии с требованиями Гаагской конвенции 1907 года раненные военнопленные в госпитале были окружены вниманием и заботой не меньшими, чем раненные солдаты российской армии. Помимо лечебной работы, которая в госпитале преимущественно носила хирургический характер, Маслов не прекращал научной деятельности. Он, например, исследовал реакцию белой крови при нагноениях, изучал ферментативную ценность женского молока в сопоставлении с молоком домашних животных.

### Кафедра детских болезней Военно-медицинской академии
С установлением в Рыбинске 2 марта 1918 г. Советской власти, что совпало с подписанием правительством 3 марта Брестского мира, госпиталь был расформирован, и Маслов вернулся в Петроград. С 1918 г. он был восстановлен в должности ассистента кафедры детских болезней ВМА, которой по-прежнему руководил А. Н. Шкарин. В июне 1920 г. после прочтения перед слушателями двух пробных лекций: «Сущность и патогенез детских диатезов» и «Разбор больного с ортостатической альбуминурией» М. С. Маслов был утвержден в звании приват-доцента.
1 августа 1920 г. произошла трагедия. Профессор А. Н. Шкарин, управлявший мотоциклом, попал в аварию. Он прожил ещё несколько дней и умер 12 августа, успев высказать свою волю. Своим преемником на посту профессора, начальника кафедры детских болезней он видел М. С. Маслова. Выборы на должность профессора, начальника кафедры состоялись почти через год — 28 мая 1921 г. Из шести именитых претендентов большинством голосов воля профессора А. Н. Шкарин была удовлетворена, а через 3 дня Михаилу Степановичу исполнилось 36 лет.
Начало деятельности М. С. Маслова в качестве профессора и руководителя кафедрой совпало с периодом окончания Гражданской войны, разрухой, голодом и массовым беспризорничеством среди детей. Результатом двух войн стал серьёзный кадровый дефицит, что заставило Маслова направить основные свои усилия на формирование коллектива кафедры. Одновременно он занялся совершенствованием детской клиники, которая к 1921 г. имела в наличии всего 27 коек. Клиника располагала собственными клинической и биохимической лабораториями, рентгеновским и физиотерапевтическими кабинетами, молочной кухней и детской консультацией. В 1925 г. при кафедре, в отдельном здании удалось открыть детские ясли, затем в 1929 г. пункт охраны материнства и младенчества (прообраз женской консультации совмещенной с консультацией для детей до 3-х лет). В дальнейшем был открыт детский сад. После капитального ремонта здания детской клиники ВМА, в 1938 году удалось увеличить число коек до 53-х, создав при этом боксовое отделение для заразных детей. В 1940 г. усилиями Маслова был открыт музей.
Одновременно на кафедре М. С. Маслов развернул широкомасштабные научные исследования. Способствовали им тесные связи, которые удалось организовать с другими научными учреждениями. Так, по приглашению В. М. Бехтерева с 1923 по 1929 гг. Маслов руководил научной деятельностью младенческого отделения Психоневрологического института. С 1924 г. он являлся консультантом родильного дома им. В. Ф. Снегирева. Результаты научных исследований Маслова и его сотрудников уже в 1924 г. были обобщены в фундаментальной монографии «Учение о конституциях и аномалиях конституции (диатезах) в детском возрасте и их биологическом и патологическом значении». Вслед за этим, в 1926—1927 гг., было издано двухтомное руководство для врачей и студентов «Основы учения о ребёнке и особенностях его заболеваний». Эти два классических труда не потеряли своей актуальности и в настоящее время.
Будучи членом Общества детских врачей Санкт-Петербурга (Ленинграда) ещё с дореволюционного времени, Маслов в 1923 г. впервые был избран его председателем. Он занимал этот пост до 1926 г., затем избирался повторно на периоды: 1929—1930 гг., 1934—1941 гг., а после войны с 1946 г. и до дня своей смерти в 1961 г. Тем самым на протяжении почти 40 лет педиатры Ленинграда признавали за Масловым его безусловное лидерство как врача и ученого.

### У истоков Ленинградского педиатрического медицинского института
Несмотря на то, что кафедра детских болезней ВМА оказалась самой первой в России, она не была призвана готовить будущих врачей по специальности педиатрия. В те годы стать детским врачом можно было только в рамках послевузовского образования. Понимая всю необходимость подготовки врачей-педиатров уже в институте, М. С. Маслов стал одним из самых активных борцов за организацию специализированного педиатрического образования в СССР. Подобной практики в мире ещё не существовало. Начало было положено 22 января 1925 г. с открытием института Охраны материнства и младенчества им. В. И. Ленина (позже переименованного в Клары Цеткин). Поначалу это был научно-практический институт, где Маслов стал научным руководителем физиологического отделения, а с апреля того же года — заместителем директора по научно-исследовательской работе. С 1928 г. институт приобрел статус научно-исследовательского, что предусматривало организацию профессорских кафедр и доцентуры. С этого времени Маслов возглавил кафедру физиологии, гигиены и диететики раннего детского возраста, а с 1930 г. кафедру патологии детского возраста. В 1932 г. при институте была организована больница-медвуз, и в марте впервые появились студенты. В 1931 г. была ещё осуществлена параллельная попытка организации педиатрического факультета в Первом медицинском институте (1-й ЛМИ), но в конечном итоге всё сложилось иначе.
15 февраля 1935 г. научно-исследовательский институт Охраны материнства и младенчества был окончательно преобразован в первое в мире высшее учебное заведение, предназначенное для подготовки детских врачей — Ленинградский педиатрический медицинский институт. Из 1-го ЛМИ сюда были переведены отдельные педиатрические кафедры и студенты педиатрического факультета и уже в 1936 г. состоялся первый выпуск врачей-педиатров. На всех этапах становления педиатрического образования Маслов был едва ли не главной движущей силой этого процесса. Заглядывая вперед, он ещё в 1933 г. издал «Краткий курс детских болезней» ставший первым учебником по педиатрии для будущих детских врачей. Под руководством Маслова заранее была разработана вся методика учебного процесса. Роль Маслова в организации педиатрического образования в СССР была отмечена присвоением ему в 1935 г. звания Заслуженный деятель науки РСФСР.
Общим итогом всех преобразований стало то, что к концу 30-х годов М. С. Маслов возглавлял 2 кафедры педиатрии в двух вузах: кафедру детских болезней ВМА и кафедру факультетской педиатрии (в которую в 1938 г. была преобразована кафедра патологии детского возраста) ЛПМИ. Это позволило ему из числа сотрудников двух родственных кафедр по существу создать сплочённый коллектив, объединённый общей научной проблематикой. Большое число сотрудников и наличие разнообразных клинических баз позволяли М. С. Маслову широко маневрировать силами и средствами и добиться значительных успехов в разработке самых актуальных проблем педиатрии, но вмешалась Великая Отечественная война.

### Ленинград — Самарканд — Ленинград. Военные годы

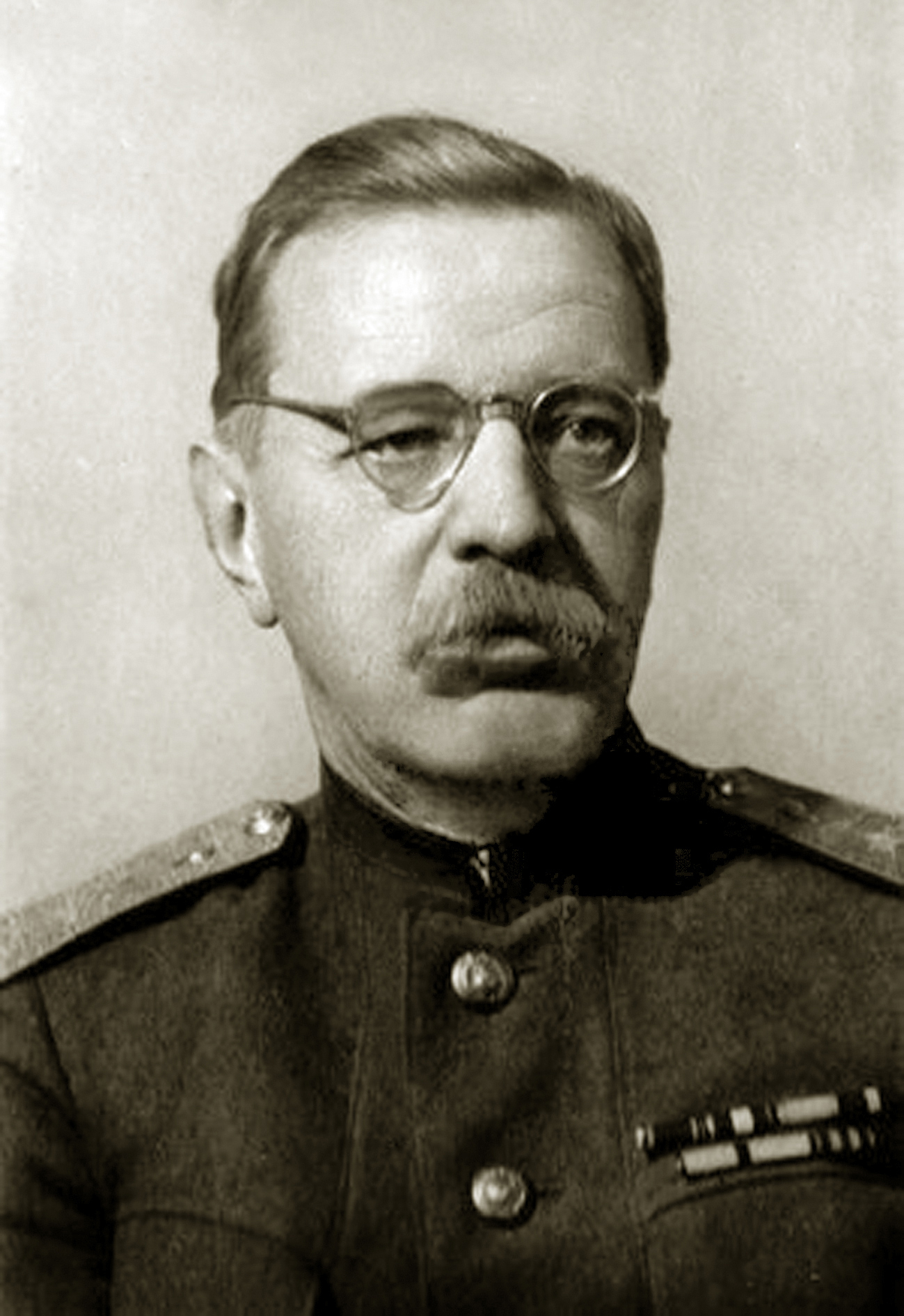
Генерал-майор медицинской службы М. С. Маслов

С первых дней войны сотрудники кафедры детских болезней ВМА под руководством Маслова спешно разрабатывали вопросы противовоздушной и противохимической защиты детей. На эти темы читались лекции, проводились занятия. До тех пор, пока 8 сентября 1941 г. вокруг Ленинграда не замкнулось кольцо блокады, в городе шла массовая эвакуация промышленных предприятий. В плане эвакуации стояла и Военно-медицинская академия, однако очередь до неё дошла только к концу ноября, когда было открыто движение по ледовой «Дороге жизни» через Ладожское озеро. Вместе с сотрудниками своей кафедры и оборудованием, уцелевшим после попадания 5 ноября в здание клиники снаряда, вынужден был отправиться в Самарканд и М. С. Маслов. Он намеревался ехать со своей женой Альмой Фёдоровной, но вначале января 1942 г. она скончалась от истощения. Кафедру факультетской педиатрии ЛПМИ, который в 1941 г. не планировалось эвакуировать, Михаил Степанович оставил на профессора Э. И. Фридмана.
Прибыв в Самарканд, М. С. Маслов узнал о присвоении ему 1 февраля 1943 г. воинского звания генерал-майора медицинской службы.
На новом месте, под руководством Михаила Степановича кафедра очень быстро возобновила учебный процесс со слушателями академии. Она расположилась на территории Республиканской больницы, которая была базой Самаркандского медицинского института. В связи с требованиями военного времени сроки обучения в ВМА были сокращены. В 1943 г. в течение некоторого времени слушателям вообще не преподавалась педиатрия. Тем не менее сотрудники кафедры активно занимались лечебной и научной работой. Михаил Степанович постоянно консультировал больных, неоднократно выступал с лекциями перед врачами, занимался исследовательской работой. Всего за годы эвакуации сотрудниками кафедры было выполнено около 40 научных работ. Сам Маслов закончил начатое ещё в мирное время исследование белкового и жирового обмена при нефритах и гепатитах. Вместе с Н. А. Шалковым он приступил к разработке методов функциональной диагностики внешнего дыхания у детей. Большое внимание вместе с сотрудниками Маслов уделил изучению туберкулезной инфекции, весьма распространенной в Узбекистане. Наконец здесь, в Самарканде в 1943 г. Михаил Степанович начал работу над одной из самых важных своих монографий «Диагноз и прогноз детских заболеваний».
В конце января 1944 г. пришло известие о полном снятии блокады Ленинграда, и уже в июне Военно-медицинская академия, а вместе с нею и кафедра детских болезней во главе с Масловым стали собираться в обратный путь.

### Действительный член Академии медицинских наук СССР М. С. Маслов
Ленинград встретил Михаила Степановича развалинами домов, скудным продовольственным пайком и энтузиазмом своих жителей. Второй раз в жизни он столкнулся с послевоенной разрухой и необходимостью всё начинать почти сначала. Но как и после Гражданской войны, все понимали, что самое страшной уже позади, надо восстанавливать город и строить нормальную мирную жизнь. От артиллерийских обстрелов сильно пострадал педиатрический институт, который тем не менее продолжал работать все 900 блокадный дней. Клиника же детских болезней ВМА на Боткинской ул. была полностью выведена из строя. Весь коллектив кафедры, прибывший из Самарканда, принялся за её скорейшее восстановление. Уже осенью 1944 г. клиника приняла первых пациентов.
В ЛПМИ М. С. Маслов вернулся к руководству кафедрой факультетской педиатрии. Многих, очень многих сотрудников и кафедры и клиники он не досчитался. Самая мирная на войне профессия оказалась и самой уязвимой. Тем не менее, клиника постепенно пополнялась новым оборудованием, приходили новые сотрудники. Процесс обучения студентов и научная работа кафедр стали входить в нормальное русло.
Именно в это время, в год победы над фашистской Германией заслуги М. С. Маслова перед советской педиатрической наукой были оценены по достоинству. В 1945 г. Михаил Степанович был избран действительным членом Академии медицинских наук СССР.

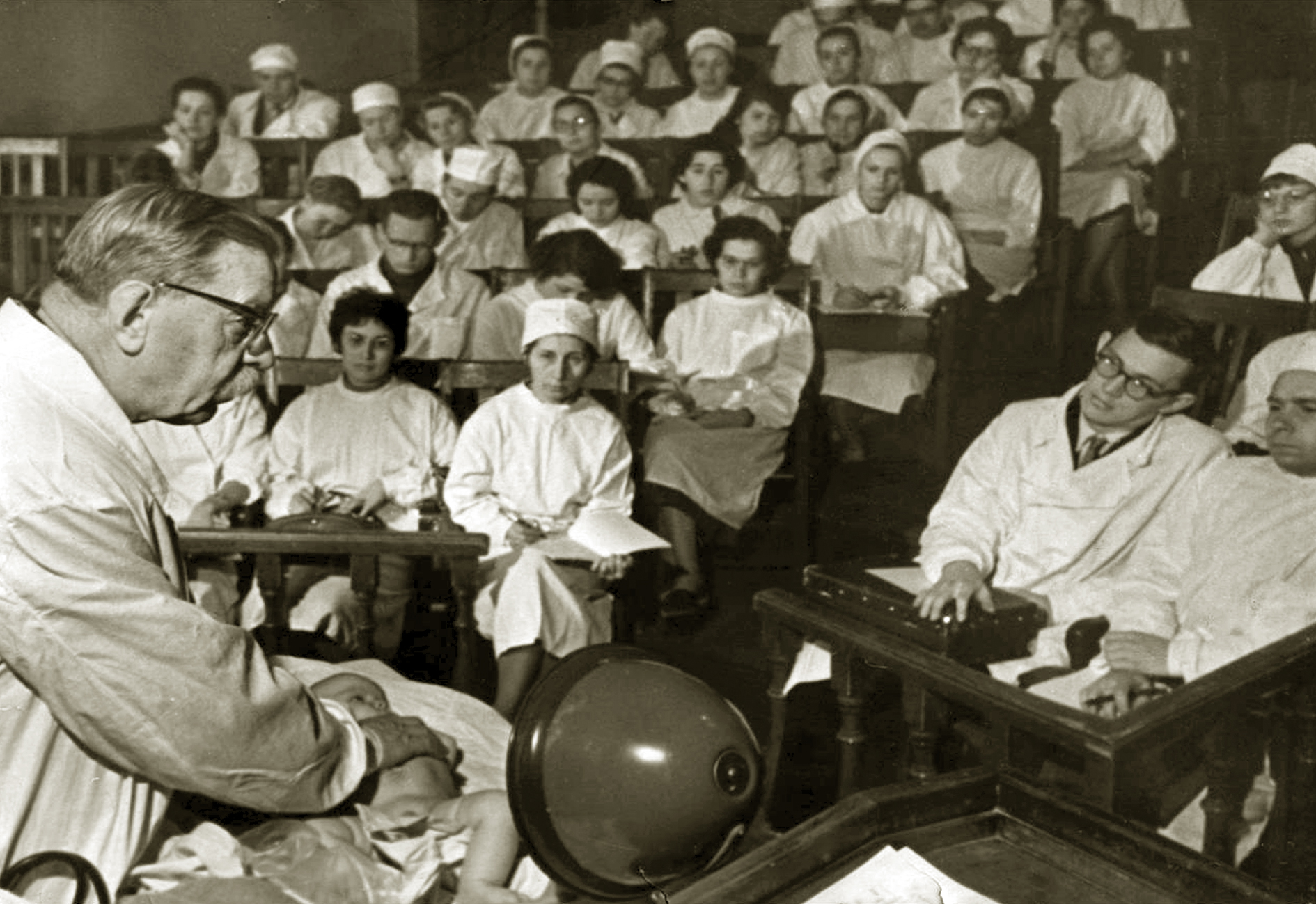
М. С. Маслов читает лекцию по факультетской педиатрии студентам ЛПМИ. Справа в очках — будущий профессор Н. П. Шабалов

В послевоенные годы, как и прежде, М. С. Маслов занимался усовершенствованием педагогического процесса как на кафедре детских болезней ВМА, так и в педиатрическом институте. Постоянно разрабатывались новые методические указания к занятиям со студентами. Особое внимание уделялось развитию у будущих врачей клинического мышления. Обязательными вопросами, обсуждаемыми на кафедральных совещаниях были вопросы методики преподавания.

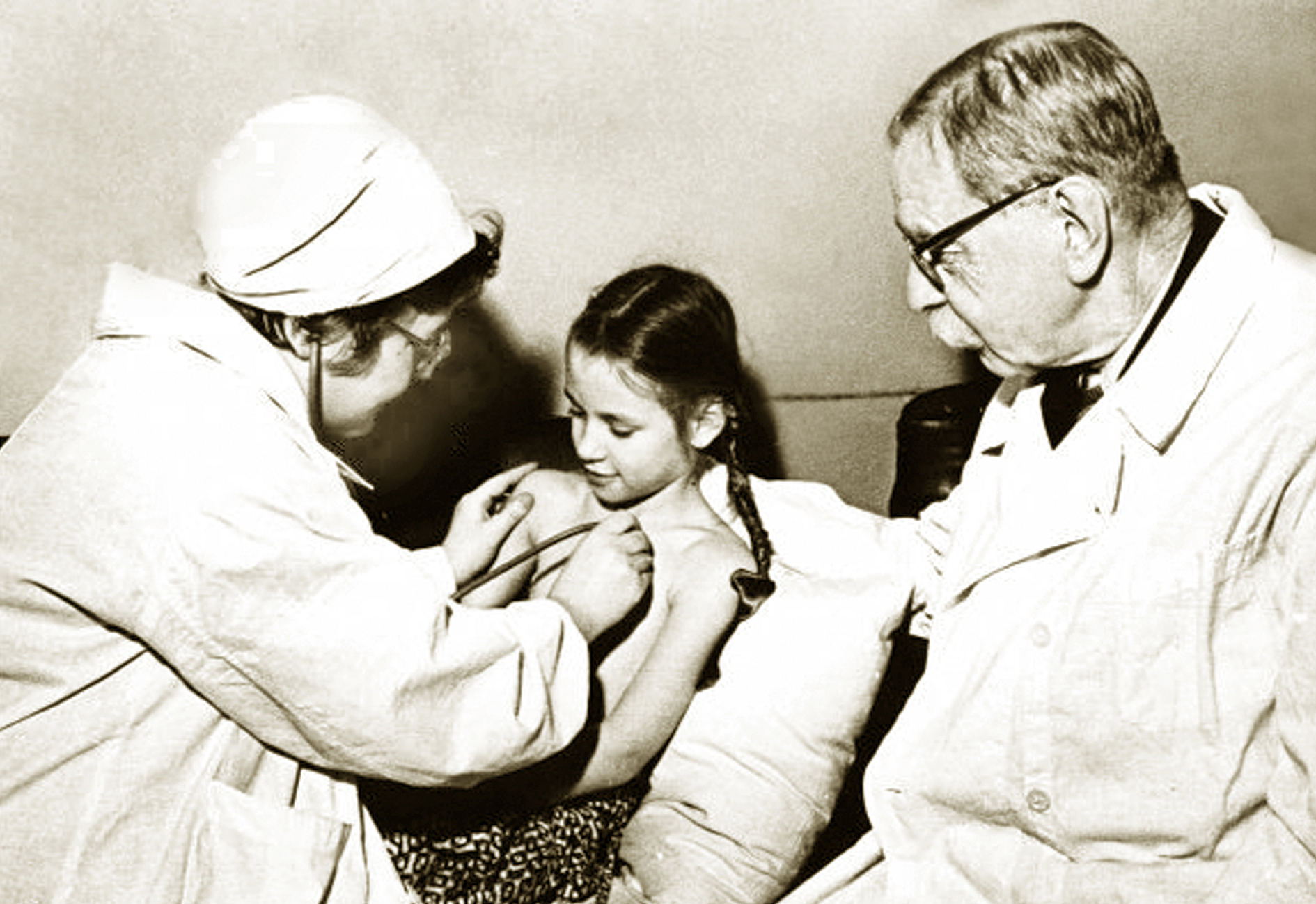
Профессорский обход в клинике факультетской педиатрии ЛПМИ

Начавшаяся в стране в 1948 г. кампания по борьбе с космополитизмом и «низкопоклонством перед Западом» не обошла стороной и ЛПМИ. В 1949 г. была репрессирована ректор института — профессор Ю.А Менделева, с которой Маслов ещё в 1925 г. занимался организацией института Охраны материнства и младенчества. В 1951 г. был уволен и сослан в Новосибирск его ближайший ученик и помощник профессор Э. И. Фридман. Правда, Фридману повезло больше, чем Менделевой. В Новосибирске ему, хоть и под присмотром, доверили руководить кафедрой педиатрии в медицинском институте. В науке и искусстве в жернова это кампании попали известные ученые, писатели и художники. Казалось, в таких условиях естественно было из чувства самосохранения прекратить любые зарубежные контакты. Между тем именно в эти годы М. С. Маслов их активно развивал. В его архивах сохранились письма от известных западных педиатров, с которыми он поддерживал переписку: Гвидо Фанкони из Швейцарии, А. Ильппе из Финляндии, А. Росс из Канады, М. Лелонг из Франции. М. С. Маслов неоднократно возглавлял советские делегации на международных конгрессах, в частности, на V конгрессе педиатров в Нью-Йорке в 1947 г., когда был избран членом Исполнительного комитета Международной ассоциации педиаторв, на VI конгрессе педиатров в Цюрихе в 1950 г. В последующие годы, уже после смерти Сталина он участвовал в работе VII конгресса в Копенгагене и VIII в Монреале.
Много времени уделял Маслов консультативной и учебной работе. Ежедневные обходы в клиниках кафедр, лекции слушателям ВМА и студентам ЛПМ заполняли большую часть рабочего времени. В 1955-56 учебном году Михаилом Степановичем был прочитан курс лекций студентам 4 курса ЛПМИ по факультетской педиатрии, вышедший чуть позже отдельным изданием. Этот курс наряду с его учебником по педиатрии стал на многие годы главным учебным пособием для студентов педиатрических факультетов СССР.

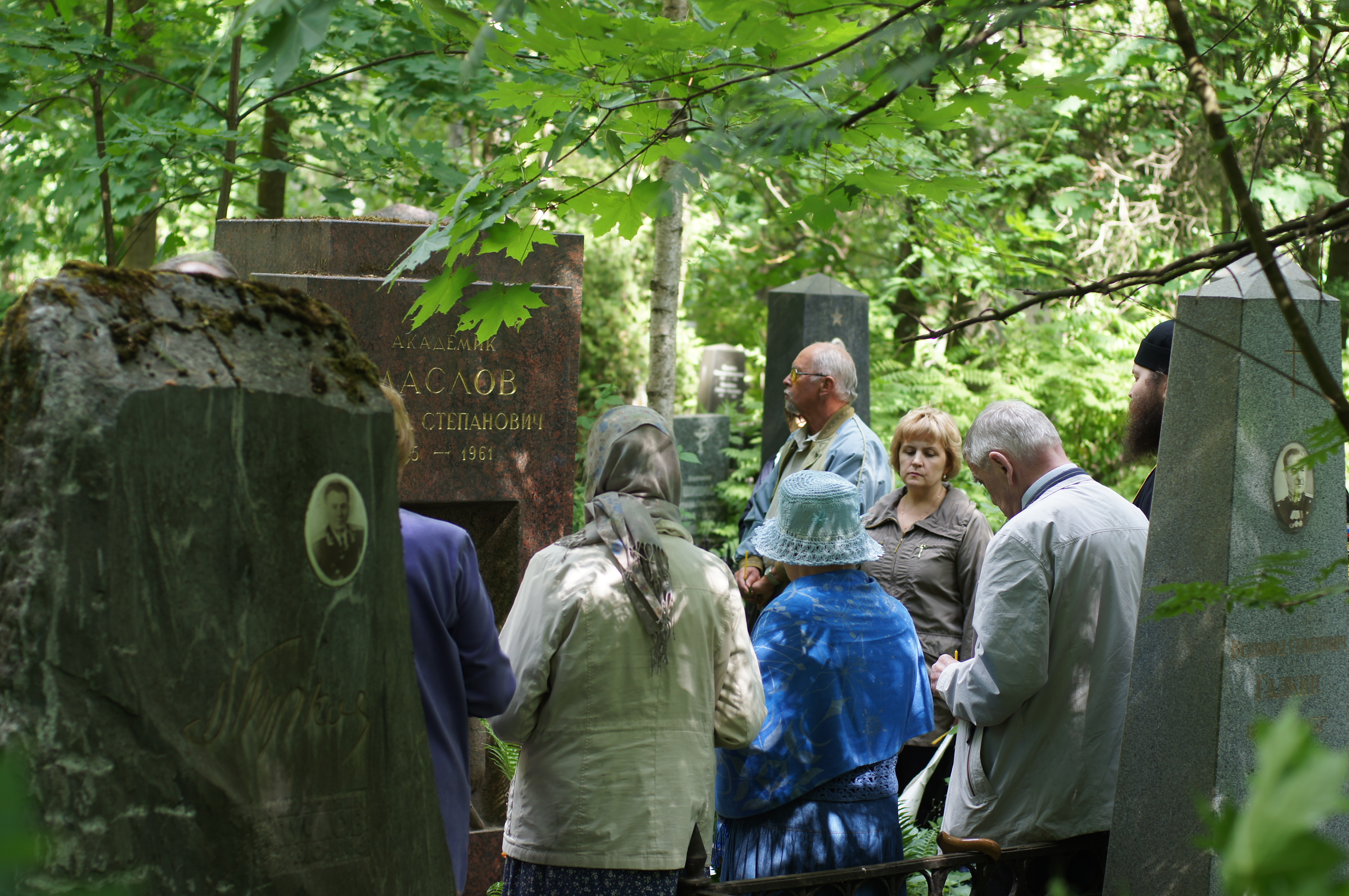
Панихида в присутствии сотрудников кафедры детских болезней Военно-медицинской академии на могиле академика М. С. Маслова на Богословском кладбище Санкт-Петербурга, впервые отслуженная 4.06.2018 г.

В научном плане в эти годы Михаил Степанович увлекся проблемой реактивности детского организма, в том числе в контексте таких заболеваний, как дистрофия, сепсис и токсико-септические состояния и т. д. В 1956 г. вышел по-настоящему философский труд Маслова «Диалектика в применении к педиатрии». Вместе с его монографией «Диагноз и прогноз детских заболеваний» (1948) г. он стал настольной книгой для каждого вдумчивого врача.
М. С. Маслов отличался разносторонностью интересов: любил шахматы, знал и ценил художественную литературу, театр, изобразительное искусство, музыку (сам играл на виолончели). Нередко на заседаниях кафедры обсуждались литературные произведения и кинофильмы, посвященные медицине. В 1960 г. в связи с ухудшением здоровья М. С. Маслов оставил руководство кафедрой факультетской педиатрии ЛПМ, передав его своей ученице А. А. Валентинович. Михаил Степанович прожил ещё год, продолжая руководить своей первой кафедрой — детских болезней ВМА. За неделю до смерти, последовавшей 3 июня 1961 г., исполнилось ровно 40 лет, как он её возглавил.
Детский доктор Михаил Степанович Маслов был похоронен в Ленинграде на Богословском кладбище (Академическая площадка ВМА). В день похорон над его могилой прозвучали следующие слова:
Мы любили его, и простого, и сложного,
Старика-генерала с отличной душой;
Все, что мог, совершил он в пределах возможного,
Человек этот, истинно, с буквы большой.
За могилой академика продолжают ухаживать сотрудники кафедры детских болезней Военно-медицинской академии.

## Наследие
Более, чем за 40 лет клинической, научной и педагогической деятельности М. С. Маслову удалось создать собственную педиатрическую школу единомышленников.
Важным достижений М. С. Маслова стало то, что он обосновал необходимость первичного педиатрического образования, Эта идея воплотилась в организации первого в мире специализированного педиатрического института и педиатрических факультетов при ряде медицинских институтов.
Научные интересы М. С. Маслова на первый взгляд представляются весьма разнообразными. Можно назвать длинный список направлений в педиатрии, которыми занимался М. С. Маслов и возглавляемые им коллективы и где он сказал своё слово:
- Внес существенный вклад в изучение особенностей детского возраста.
- Сформулировал концепцию конституции и аномалий конституции детей.
- Исследовал реактивность детского организма.
- Явился пионером трансфузиологии в педиатрии. В 1922 г. в клинике ВМА профессора М. С. Маслова впервые проведено успешное переливание крови ребёнку[11].

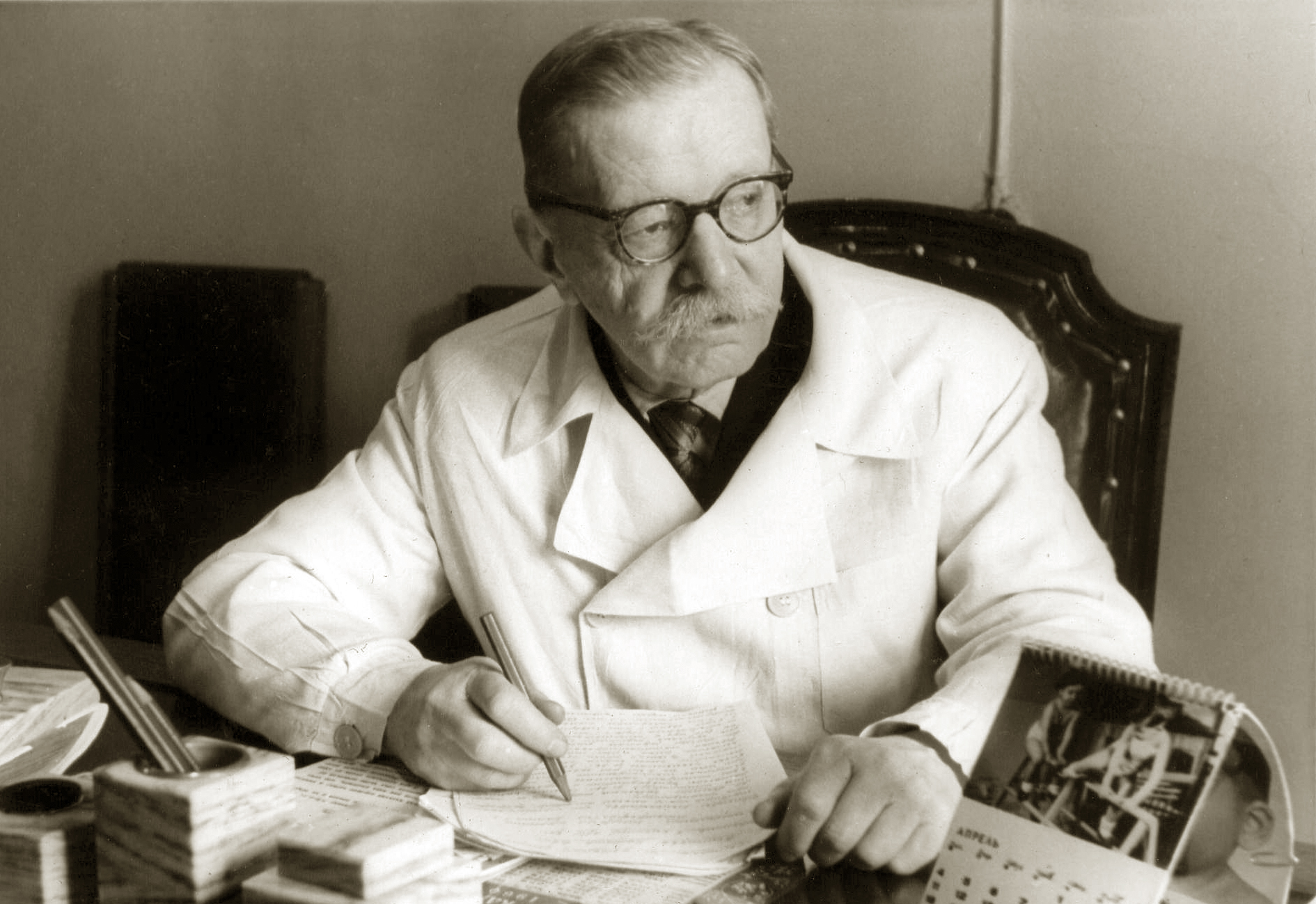
Академик М. С. Маслов. 1960 г.

- Вместе с сотрудниками кафедр занимался изучением этиологии, патогенеза, диагностики (в том числе функциональной) и лечения:

1. острых и хронических расстройств питания;
2. заболеваний желудочно-кишечного тракта в том числе расстройств пищеварения;
3. гепатита и гепатолиенальных заболеваний;
4. нефропатий;
5. заболеваний органов дыхания;
6. заболеваний сердечно-сосудистой системы, включая врожденные пороки сердца;
7. сепсиса и септических состояний.

При более внимательном рассмотрении становится очевидным, что многообразные проблемы, которыми занимались Михаил Степанович и возглавляемые им коллективы, на самом деле всегда имели единый знаменатель, Это и определяло само понятие «школы Маслова». Объединяющей платформой стал исповедуемый М. С. Масловым диалектический метод познания в педиатрии. Он рассматривал его в трех аспектах:
1. диалектика в физиологии;
2. диалектика в диагностике;
3. диалектика патологических состояний.

Так, изучая особенности детского возраста, М. С. Маслов оценивал их с точки зрения морфо-функциональной дифференцировки органов и систем растущего организма, а любые патологические состояния — с позиции их возможного отрицательного воздействия на процесс этой дифференцировки.
Изучение особенностей детского возраста неизбежно привело М. С. Маслова к проблеме конституции у детей как «свойства организма придавать болезни индивидуальный характер». М. С. Маслов тем самым искал внутреннюю связь между конституциональными признаками — «приобретенными и унаследованными» — и особенностями течения в разные периоды детства тех или иных патологических состояний (в их патофизиологическом и симптоматическом выражении). Это позволило ему отождествить (что признается не всеми) понятия аномалии конституции и диатеза. М. С. Маслов писал: 

«Об аномалиях конституции мы говорим тогда, когда функции организма находятся в состоянии неустойчивого равновесия, когда организм обладает какими-то индивидуальными врожденными, унаследованными, а также и приобретенными постоянными свойствами, которые предрасполагают его к патологическим реакциям на внешние вредности, делают его в определённой степени склонным, предрасположенным к известным заболеваниям и к тяжелому течению у него болезней».— 
Изучая конституцию, М. С. Маслов не мог пройти мимо реактивности, поскольку «индивидуальный характер» течения заболевания, обусловленный конституцией, реализуется прежде всего через особенности реактивности. Именно с точки зрения изменённой реактивности М. С. Маслов вместе с М. Г. Данилевичем, например, понимали под сепсисом, системный бактериальный процесс, утративший связь с первичным инфекционным очагом.
Принимая во внимание особенности детского возраста в своём функциональном выражении, а также конституциональные признаки и реактивность, М. С. Маслов и его единомышленники рассматривали диагностику как форму познания больного во всей совокупности проявлений его патологического процесса. Конечный результат этого познания — формулирование индивидуального патофизиологического образа заболевания. Именно это М. С. Маслов и называл клиническим мышлением.
В течение нескольких десятилетий М. С. Маслов скрупулёзно собирал биографические сведения о своих коллегах. Рукописный архив Михаила Степановича, хранящийся в Военно-медицинской академии, на кафедре, носящей его имя, содержит информацию о 107-ми российских и советских врачах-педиатрах, внесших существенный вклад в развитие отечественной педиатрии.

## Ученики и единомышленники

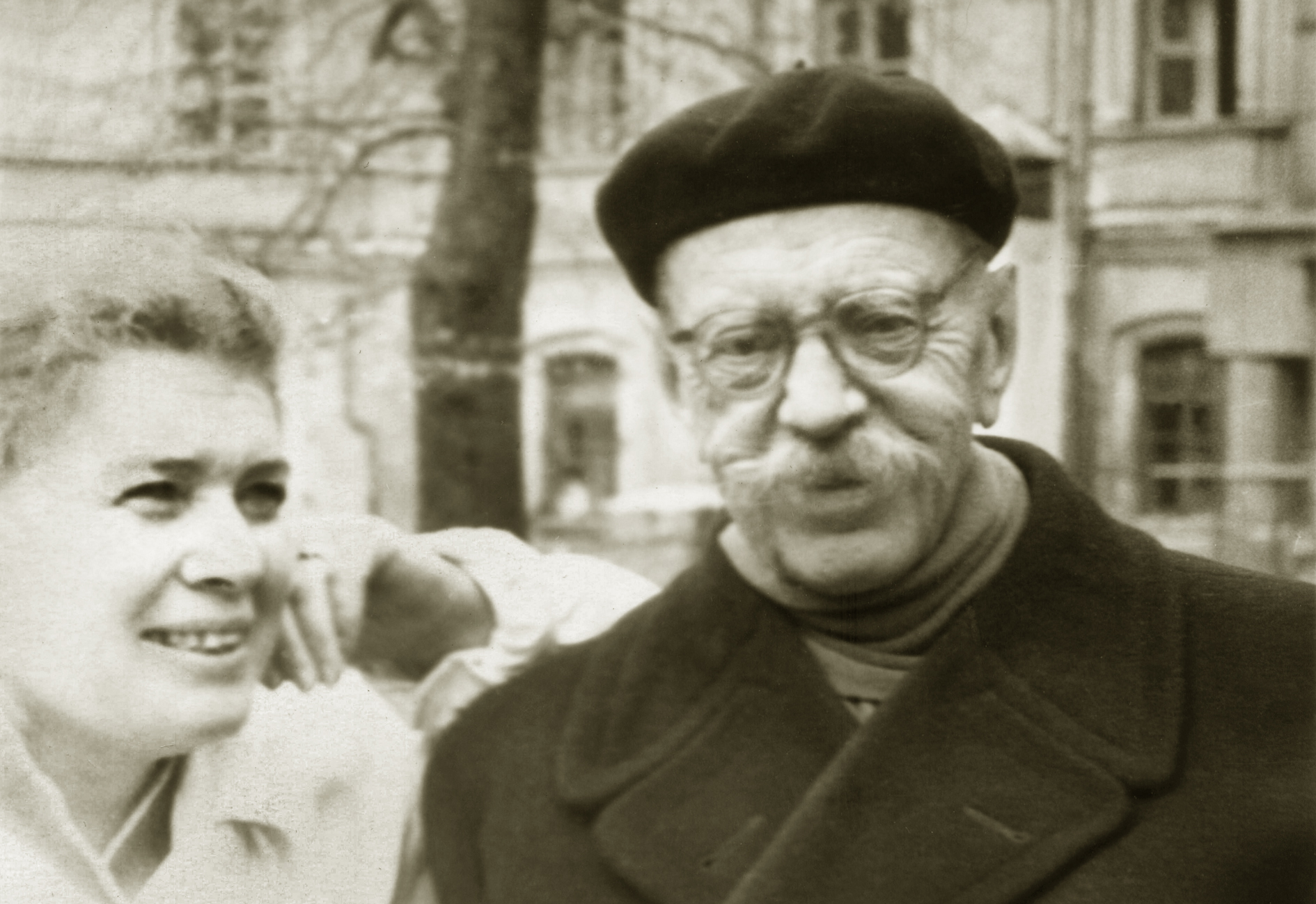
За месяц до своей смерти М. С. Маслов в последний раз посетил ЛПМИ. Слева — клинический ординатор А. В. Голавская. Май, 1961 г.

Лично М. С. Маслов подготовил 10 докторов и 46 кандидатов медицинских наук.
Из числа учеников и ближайших сотрудников Михаила Степановича, 21 стали профессорами и возглавили кафедры в различных городах СССР: А. Ф. Тур (Ленинград /ЛПМИ/), В. Л. Стырикович (Кишинев), Э. И. Фридман (Ленинград /ЛПМИ/, Новосибирск), Л. А. Юрьев (Казань, Чкалов/Оренбург/), Р. М. Муравина (Ленинград /ЛПМИ/), Г. А. Николаев (Ленинград /ГИДУВ/), М. С. Бокерия (Тбилиси), Л. Г. Лейвиков (Караганда), Н. А. Шалков (Москва, Ленинград /ГИДУВ/), В. И. Морев (Ленинград /3 ЛМИ/), В. Ф. Знаменский (Ленинград /ЛСГМИ/), Ю. А. Котиков (Ленинград /ЛПМИ/), П. И. Ильинский (Ленинград, Симферополь, Куйбышев), Е. Ю. Поюровская (Дзауджика́у(Владикавказ)), А. М. Шапиро (Станислав(Ивано-Франковск)), В. С. Вайль (Душанбе), Ш. З. Ибраев (Алма-Ата), Е. С. Малыжева (Ленинград /ВМА/), А. А. Валентинович (Ленинград /ЛПМИ/), В. П. Давыдов (Ростов-на-Дону), М. С. Осетринкина (Ленинград /ЛСГМИ/).
Уже после смерти М. С. Маслова защитили докторские диссертации следующие его ученики: Н. Г. Зернов, А. И. Клиорин, О. Л. Переладова, М. Г. Чухловина, К. Ф. Ширяева.

## Семья
- Жена: Альма Фёдоровна Маслова (1888 — январь 1942, Ленинград). Умерла от голода в блокадном Ленинграде[9]. Похоронена в братской могиле на Серафимовском кладбище;
- Жена: Сабина Антоновна Маслова.
- Жена: Римма Иосифовна

(приемная дочь от последнего брака)

## Избранные труды
М. С. Маслов — автор свыше 200 научных работ, из них 16 монографий, 8 учебников, несколько руководств:
- Маслов М. С. О биологическом значении фосфора для растущего организма. Экспериментальное исследование влияния фосфора на развитие организма и на внутриклеточные ферменты : Дис. ... д-ра мед. — СПб.: тип. Штаба отд. корпуса жандармов, 1913. — 210 с. — (Сер. докторск. дисс., допущ. к защите в Имп. Воен.-мед. акад. в 1912-1913 уч. г.; №45).
- Маслов М. С. Об изменениях дыхательных кривых под влиянием раздражения у детей с проявлениями спазмофилии и значение этих изменений для распознавания скрытой тетании : В извлеч. сообщ. в Обществе детских врачей в Петербурге 26.09.1912 г / Из Дет. клиники профессора А.Н. Шкарина в Военно-медицинской академии в Петербурге. — СПб.: тип. «Я. Трей», 1913. — 32 с.
- Маслов М. С. Учение о конституциях и аномалиях конституции (диатезах) в детском возрасте и их биологическом и патологическом значении : Клинич. лекции для врачей и студентов в монографич. изложении. — Л., 1924. — 164 с.
- Абельман М. Л., Кисель А. А., Маслов М. С., Лунин Н. И., Мочан В. О. Сборник детских болезней / Под ред. М. Л. Абельмана (Ленинград), проф. А. А. Киселя (Москва), проф. М. С. Маслова и др. — Л.: О-во дет. врачей в Ленинграде, 1925. — 64 с.
- Учение о конституциях и аномалиях конституции в детском возрасте : Клинич. лекции для врачей и студентов в монографич. изложении. — 3-е изд., доп. — Л., 1926. — 256 с.
- Маслов М. С. Основы учения о ребенке и особенностях его заболеваний. — Л.: Практич. медицина (В. С. Эттингер), 1926-1927. — Т. 1, 2. — 220 с. || Основы учения о ребенке и особенностях его заболеваний : Рук-во для врачей и студентов. — 3-е изд., испр. и доп. — М.; Л.: Гос. изд-во, 1930. — Т. 1. — 512 с. — 5000 экз.; . — Л.: Ленингр. мед. изд-во, 1932. — Т. 2. — 335 с. — 5200 экз.
- Маслов М. С., Тур А. Ф. Расстройства питания и пищеварения у детей грудного возраста. — М.; Л.: Гос. изд-во, 1928. — 248 с. — 4000 экз.
- Маслов М. С. Детские болезни : Краткий курс для студентов медвузов. — Л.; М.: тип. Печатный двор, 1933. — 346 с. — 7200 экз. || . — 2-е изд., испр. и доп. — Л.: Биомедгиз, 1935. — 440 с. — 10 200 экз.
- Маслов М. С. Краткий справочник по педиатрии для военного врача. — Л.: Воен.-мед. акад. РККА, 1934. — 45 с. — 500 экз.
- Нефропатии детского возраста в свете новых исследований / Сборник научных трудов под ред. Ю. А. Менделевой, М. С. Маслова. — Л., 1935.
- Маслов М. С. К столетию со дня рождения К.А. Раухфуса. (1835-1915). — Л.: Б. м. : Б. и., 1936. — 65-70 с.
- Маслов М. С. Пятидесятилетие Ленинградского общества детских врачей. Отчёт. — Л.: Биомедгиз, 1936. — 90 с.; . — Л.: Медгиз, 1960. — Ч. 2. — 203 с. — 25 000 экз.
- Маслов М. С., Тур А. Ф., Данилевич М. Г. Руководство по педиатрии : Для студентов и врачей. — Л.: Медгиз, 1938. — 739 с. — 20 000 экз.
- Маслов М. С. Справочник по подаче неотложной помощи и дозировке лекарств у детей. — Л.: Воен.-мед. акад. РККА, 1939. — 48 с.
- Маслов М. С. Учебник детских болезней : Для высших мед. учеб. заведений. — 3-е изд., испр. и доп. — М.; Л.: Медгиз, 1939. — 496 с. — 30 000 экз. || Учебник детских болезней : Для лечебных фак-тов мед. ин-тов. — 6-е изд., испр. и доп. — Л.: Медгиз, 1953. — 512 с. — 100 000 экз.
- Маслов М. С. Детские болезни : Учебник для студентов педиатр. фак-тов. — 2-е изд., испр. и доп. — Л.: Медгиз, 1946. — 552 с. — 80 000 экз.
- Маслов М. С. Диагноз и прогноз детских заболеваний (Теория и практика) : Руководство для врачей. — Л.: Медгиз, 1948. — 495 с. — 10 000 экз.
- Маслов М. С. Болезни печени и желчных путей у детей. — Л.: Медгиз, 1951. — 164 с. — 20 000 экз.
- Маслов М. С. Патогенез дыхательной недостаточности при пневмониях у детей и её лечение : Докл., прочитан. на пленуме Всесоюз. о-ва дет. врачей в Москве 26 ноября 1952 г. — Л.: Медгиз, 1953. — 40 с.
- Маслов М. С. Патогенез и лечение токсической диспепсии. — Л., 1955. — 47 с. — (Б-ка практич. врача). — 10 000 экз.
- Маслов М. С. Диалектика в применении к педиатрии : лекция. — Л.: Военно-мед. академия им. С. М. Кирова, 1956. — 30 с.
- Маслов М. С. Лекции по факультетской педиатрии, читанные в Ленингр. педиатрич. мед. ин-те в 1955/56 уч. году. — Л.: Медгиз, 1957. — Ч. 1. — 231 с. — 25 000 экз.; . — Л.: Медгиз, 1960. — Ч. 2. — 203 с. — 25 000 экз. . — 2-е изд. — Л.: Медгиз, 1963. — Ч. 1. — 224 с. — 40 000 экз.
- Маслов М. С. Сепсис и септические состояния у детей (Этиология, патогенез, клиника, профилактика и лечение). — Л., 1959. — 33 с.
- Справочник педиатра / Под ред. М. С. Маслова. — Л.: Медгиз, 1961. — 415 с. — 100 000 экз.

## Награды и признание
- Заслуженный деятель науки РСФСР (1935)
- Орден Красной Звезды (1940)
- Орден Красного Знамени (1945)
- Медаль «За оборону Ленинграда» (1945)
- Орден Трудового Красного Знамени (1946)
- Орден Ленина (1947)
- Орден Трудового Красного Знамени (1948)
- Лауреат премии им. Н. Ф. Филатова — за «Лекции по факультетской педиатрии» (ч. 1—2. — Л., 1957—1960).
- Действительный член Польской Академии наук.
- Почётный член Чехословацкого медицинского общества[вд] им. Я. Пуркине.
- Член научного общества педиатров Болгарии.
- Член-корреспондент Парижского общества педиатров.

## Память
- Кафедра и клиника детских болезней имени М. С. Маслова Военно-медицинской академии. На здании кафедры (Боткинская улица, 18) — мемориальная доска[14].
- АМН СССР учредила премию имени М. С. Маслова за лучшие работы по педиатрии.
- Имя М. С. Маслова в 1961 г. было присвоено первому в Ленинграде специализированному санаторию на сто мест для детей, страдающих хронической пневмонией. В 1992 году в соответствии с приказом № 319 Комитета по здравоохранению Санкт-Петербурга детский клинический санаторий им. проф. М. С. Маслова объединён с санаторием Детские Дюны[15].
- В Нарве есть улица академика Маслова[16]

.